# 臺南製糖 (1904年)
臺南製糖，全名臺南製糖株式會社，為台灣日治時期1904年由臺灣人成立的製糖會社，設有灣裡工場（今善化糖廠）和其他四處分工場。其在1907年成立了新的台南製糖，會社經營改由日本人主導，並於1909年併入臺灣製糖株式會社。

## 介紹
王雪農、蔡國琳、蘇有志等人於1904年以資本金30萬圓成立了臺南製糖株式會社，以改良糖廍製糖。1905年，在臺南廳善化里六份寮庄設立能力180英噸的新式製糖工場（灣裡工場），並在同廳下設有四個改良糖廍：第一分工場（崁腳庄，位於仁德）、第二分工場（紅瓦厝，位於歸仁）、第三分工場（竹仔腳，位於新化）、第四分工場（直加弄，位於安定），其能力各為120噸。在1907年11月，臺南製糖以原會社非依《國商法》成立為由，以發起人岡本偵烋、賀田金三郎、田島信夫、武智直道、津田靜一、山本悌二郎、益田太郎、藤田四郎、鈴木藤三郎、王雪農、蔡國琳、陳鴻鳴、張文選為發起人，在臺灣製糖的東京事務所成立了新的臺南製糖株式會社，繼承原臺南製糖的所有事業，臺南製糖至此成為由內地人主導的製糖會社，會長為藤田四郎（時任臺灣製糖社長）。在新的臺南製糖成立後，委託由臺灣糖業經營。1909年7月，臺南製糖與臺灣製糖簽訂臨時合併契約，並於同年9月與臺灣製糖合併。此合併方式是臺灣製糖為了規避日本商法以進行增資，亦為臺灣製糖首次勢力範圍擴張。

## 輕便鐵道
台南製糖在為運送原寮、砂糖、炭等物資，在善化車站至各工廠兼設有輕便鐵道，總長度約30公里（18哩30鎖）。